# Gåren (Höreda socken, Småland, 639326-145425)
Gåren är en sjö i Eksjö kommun i Småland och ingår i Emåns huvudavrinningsområde. Sjön har en area på 0,0899 kvadratkilometer och ligger 222 meter över havet.

## Delavrinningsområde
Gåren ingår i det delavrinningsområde (639446-145354) som SMHI kallar för Utloppet av Hunsnäsen. Avrinningsområdets medelhöjd är 232 meter över havet och ytan är 25,84 kvadratkilometer. Räknas de 2 delavrinningsområdena uppströms in blir den ackumulerade arean 74 kvadratkilometer. Skiverstadån som avvattnar avrinningsområdet har biflödesordning 3, vilket innebär att vattnet flödar genom totalt 3 vattendrag innan det når havet efter 188 kilometer. Delavrinningsområdet består mestadels av skog (57 procent) och jordbruk (16 procent). Avrinningsområdet har 1,68 kvadratkilometer vattenytor vilket ger det en sjöprocent på 6,5 procent. Bebyggelsen i området täcker en yta av 1,31 kvadratkilometer eller 5 procent av avrinningsområdet.